# De Stijl (álbum)
De Stijl es el segundo álbum de la banda estadounidense The White Stripes, lanzado en el 2000. El álbum alcanzó el puesto #38 en ventas en la lista Billboard de lanzamientos independientes en el 2002, cuando la popularidad de la banda empezaba a subir.
"De Stijl" es el nombre de un movimiento artístico neerlandés que significa «el estilo». El líder y cantante de la banda, Jack White ha sido un admirador del movimiento por largo tiempo, especialmente del diseñador Gerrit Rietveld, quien diseñó una casa llamada Rietveld Schröder House usando el estilo de dicho movimiento. Jack y Meg la visitaron mientras se encontraban de gira por los Países Bajos.
El álbum fue dedicado a Rietveld y a Blind Willie McTell, un músico de Blues.
Después de que comenzó la gira de "De Stijl", White finalmente cerró su tienda de tapicería.
El 5 de febrero de 2008, los medios canadienses informaron que el ex presentador de Radio-Canada Dominique Payette presentó una demanda contra The White Stripes por usar un clip de nueve segundos de su entrevista con una niña al comienzo de "Jumble, Jumble". Ella exigió $70,000 en daños y la eliminación del álbum de los estantes de las tiendas. La disputa se resolvió fuera de los tribunales.
La versión LP de vinilo reeditada del disco fue impresa en United Record Pressing en Nashville, Tennessee y masterizada totalmente analógica a partir de las cintas maestras originales.

## Lista de canciones
Todas las canciones escritas y compuestas por The White Stripes, excepto donde se indique. 
| N.º | Título                         | Duración |  |
| 1.  | «You're Pretty Good Looking»   | 1:49     |  |
| 2.  | «Hello Operator»               | 2:36     |  |
| 3.  | «Little Bird»                  | 3:06     |  |
| 4.  | «Apple Blossom»                | 2:13     |  |
| 5.  | «I'm Bound to Pack It Up»      | 3:09     |  |
| 6.  | «Death Letter» (Son House)     | 4:29     |  |
| 7.  | «Sister, Do You Know My Name?» | 2:51     |  |
| 8.  | «Truth Doesn't Make a Noise»   | 3:14     |  |
| 9.  | «A Boy's Best Friend»          | 4:22     |  |
| 10. | «Let's Build a Home»           | 1:58     |  |
| 11. | «Jumble, Jumble»               | 1:53     |  |

| Bonus track | |          |  |
| N.º         | Título | Duración |  |
| 12.         | «Why Can't You Be Nicer to Me?» | 3:22     |  |
| 13.         | «Your Southern Can Is Mine» (Las voces al final de la canción son de Blind Willie McTell siendo entrevistado después de un accidente automovilístico) | 2:29     |  |

## Créditos
- Jack White - Guitarra, Piano y Voz
- Meg White - Batería y Pandereta
- John Szymanski - Armónica
- Paul Hendry Ossy - Violín en "I'm Bound To Pack It Up" y violín eléctrico en "Why Can't You Be Nicer To Me".